# Espace superficiel du périnée
 (octobre 2024).
Si vous disposez d'ouvrages ou d'articles de référence ou si vous connaissez des sites web de qualité traitant du thème abordé ici, merci de compléter l'article en donnant les références utiles à sa vérifiabilité et en les liant à la section « Notes et références ».
L'espace superficiel du périnée (ou compartiment superficiel du périnée) est un espace anatomique du périnée.

## Structure
L'espace superficiel du périnée est compris entre en haut par la membrane du périnée et en bas par le fascia périnéal.

## Contenu
Le contenu musculaire, nerveux et vasculaire de l'espace superficiel du périnée est variable en fonction du sexe mis à part le muscle transverse superficiel du périnée commun au deux.

### Chez la femme

#### Muscles
L'espace superficiel du périnée contient les muscles ischio-caverneux (ou muscle ischio-clitoridien) et bulbo-spongieux (ou muscle constricteur du vagin ou muscle orbiculaire du vagin).

#### Vaisseaux
L'espace superficiel du périnée contient les artères et les veines labiales postérieures, du bulbe vestibulaire et urétrale.

#### Nerfs
L'espace superficiel du périnée contient les nerfs labiaux postérieurs.

#### Organes sexuels
L'espace superficiel du périnée contient la portion inférieure du vagin, le corps caverneux du clitoris, le bulbe du vestibule et les glandes de Bartholin.

### Chez l'homme

#### Muscles
L'espace superficiel du périnée contient les muscles ischio-caverneux et bulbo-spongieux.

#### Vaisseaux
L'espace superficiel du périnée contient les artères et les veines scrotales postérieures, du bulbe et urétrale.

#### Nerfs
L'espace superficiel du périnée contient les nerfs scrotaux postérieurs.

#### Organes sexuels
L'espace superficiel du périnée contient la portion inférieure les corps caverneux et spongieux, le bulbe du pénis et l'urètre spongieux.

## Galerie

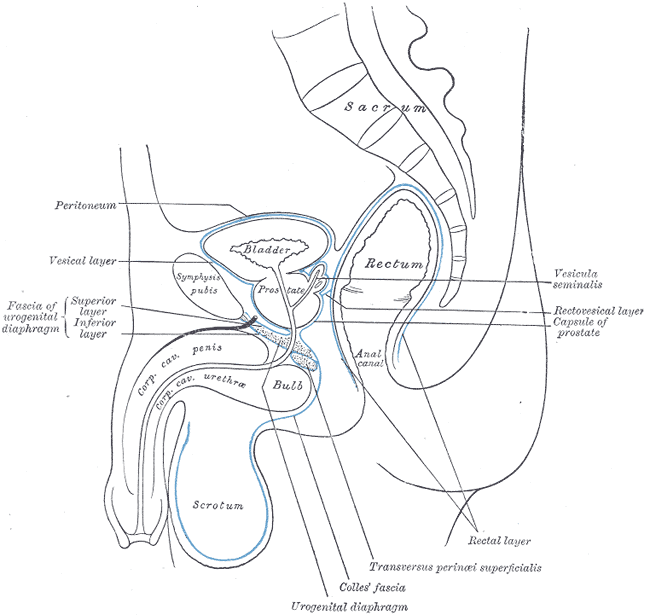
Coupe sagittale médiane du bassin masculin, montrant la disposition des fascias.
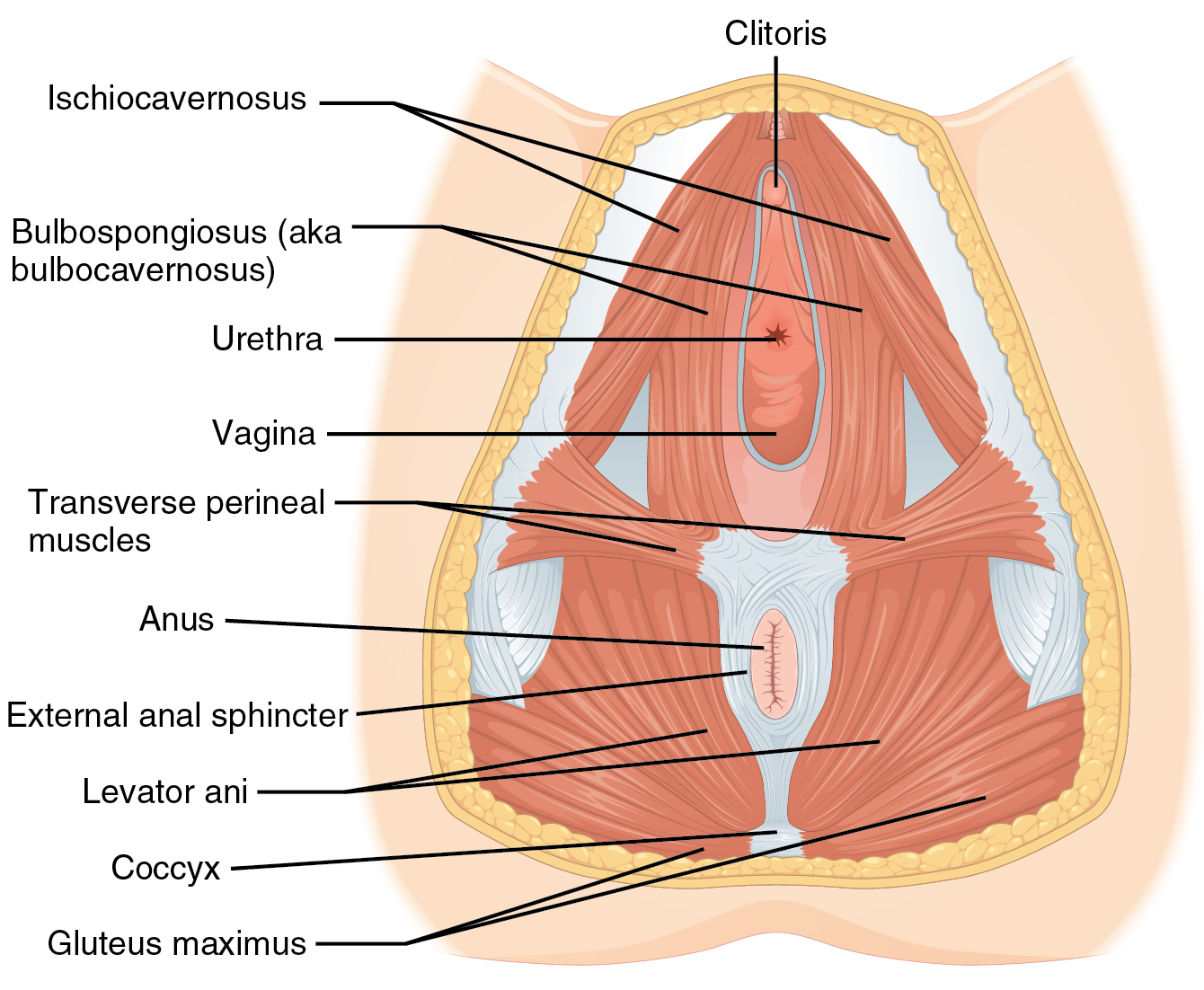
Muscles du périnée féminin.